# Cidade criativa

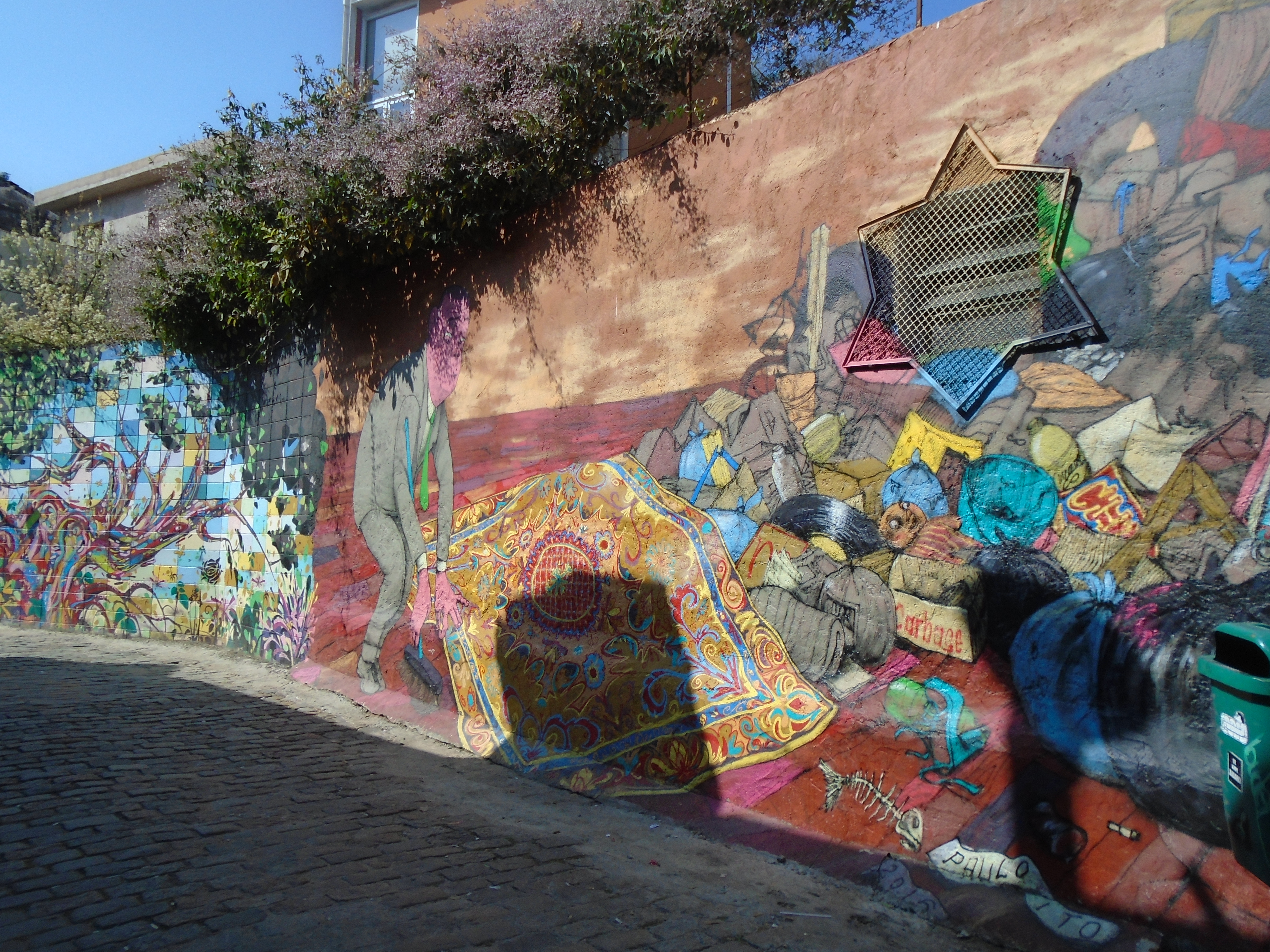
Beco do Batman, São Paulo. Exemplo de reutilização do espaço da cidade de forma criativa.

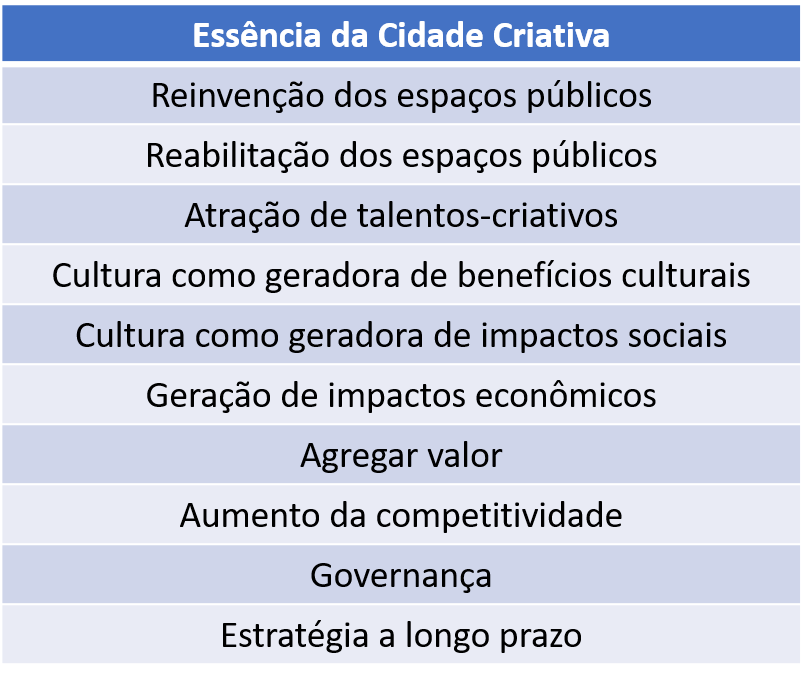
Relação da essência das cidades criativas

Cidade criativa é uma cidade em processo, que está constantemente se modificando de forma performática, sensorial, tendo como foco o talento criativo ao invés da cidade como produto. Ela mobiliza diversos setores e profissões quebrando a lógica da linearidade, possuindo uma cultura própria.

As cidades estão em constante evolução e como base da economia, deve-se ter uma cultura criativa inovadora, capaz de gerar competitividade e qualidade de vida na zona urbana. As cidades criativas são um exemplo dessa inovação. Elas são espaços para pensar e planejar a criação da própria cidade, resolvendo os problemas locais com criatividade. Sua população e seus mercados são mais ativos, os ambientes são mais conectados e de fácil interação e aprendizado. Como transformações, em nível mundial, destacam-se a globalização, tecnologias de informação, crescimento populacional nas cidades e impactos na sustentabilidade dos grandes centros urbanos.
“Com o aumento significativo e crescente da população mundial nas zonas urbanas, que concentram cerca de 70% das pessoas, são necessárias regras de convívio, novos arranjos produtivos e novos conceitos de organização, de valorização e de uso do espaço público da cidade, bem como de suas relações com os fatores socioeconômicos locais como geradores de desenvolvimento.” 
Diante dessa urgência, foi necessária a demanda de novas necessidades. Como novos meios de aceleração do desenvolvimento das cidades, inovações na organização urbana, inovação de bens e serviços e a precisão em manter uma competitividade na economia das cidades e seu entorno. Com o declínio do modelo de cidade industrial e pós-industrial, no qual excluía os processos de pensar e usar a cidade, começam as buscas por novos meios de melhoria do convívio na zona urbana, com maiores oportunidades e inclusão abrindo as portas para o desenvolvimento. Uma cidade criativa conta com a participação dos moradores (são agentes da transformação) em associação com os poderes públicos, a fim de buscar soluções dos problemas urbanos, se reinventando frequentemente. Para que uma cidade possa vir a ser criativa é necessário que possuam os seguintes alicerces: conexão, inovações e cultura.   Ela conecta diversas áreas, como financeira, econômica, turística e cultural. Nela, há maior participação da população em setores que demandam criatividade, como as indústrias dos setores culturais.

## Histórico
As primeiras menções categóricas ao termo “cidade criativa” envolvem profissionais da Austrália, Reino Unido, Estados Unidos e Canadá, como resultados dos estudos de áreas divergentes, como urbanismo, economia e sociologia. Ela almeja a economia criativa, na qual destacam-se: artesanato, moda, design, arquitetura, dentre outras. As Conferências globais das Redes de Cidades Criativas ajudam a desenvolver um senso de comunidade entre os participantes. Elas mostram a importância do papel da cultura no desenvolvimento urbano, o que contribui para a disseminação das cidades criativas no âmbito internacional.
A primeira conferência ocorreu em 2008, em Santa Fé, EUA – hospeda o principal mercado de artes e artesanato do país. Nessa conferência, o turismo cultural e criativo foi o foco de discussão como setor de desenvolvimento socioeconômico. A segunda conferência ocorreu em 2010, em Shenzhen, China, onde foram abordados tópicos sobre as novas mídias e tecnologias e o impacto nas cidades e suas indústrias criativas. Em 2011, em Seul, Coreia, aconteceu a terceira conferência, a Creative Cities, que teve como tema “Desenvolvimento Urbano Sustentável com Base na Criatividade”. Em 2012, em Montreal, no Canadá, o principal tema foi buscar apoio financeiro externo em resposta à decisão da Conferência Geral da UNESCO, em financiar o programa de Cidades Criativas por fontes extras-orçamentárias, apenas.

## Características
No Relatório da Economia Criativa, a UNCTAD (2010), a cidade criativa é o resultado do processo de globalização. Esse processo, tomou a criatividade como elemento básico do novo método de produção pós-industrial e a definiu a partir de três tipologias: 
- Criatividade artística: envolve imaginação e a capacidade de gerar ideias originais e interpretar novas formas de ver o mundo;
- Criatividade científica: envolve a curiosidade e a capacidade de tentar solucionar  problemas e estabelecer novas conexões;
- Criatividade econômica: é um processo dinâmico que leva à inovações em tecnologia, práticas de negócios, marketing, etc., e está intimamente relacionado à obtenção de uma vantagem competitiva na economia.[6]

## Cultura
Um dos melhores meios para a revitalização da economia das cidades é o investimento em cultura. Ela é fonte de inovação e criatividade e, em termos de desenvolvimento socioeconômico e  humano, a cultura como sustentabilidade apresenta grande potencial. Com isso, é importante que ela seja colocada no centro global de desenvolvimento em nível mundial. A UNESCO assumiu papel de liderança para que isso ocorra. Apoiada pelo Fundo das Metas de Desenvolvimento do Milênio, a UNESCO liderou 18 programas conjuntos em todo o mundo em desenvolvimento para demonstrar a importância dos bens e valores culturais para as estratégias de desenvolvimento sustentável. Ainda que a cultura seja vista como fator de desenvolvimento socioeconômico em diversos países,  há muito o que ser feito para que seu papel seja de todo integrado. É preciso haver muitas iniciativas derivadas de políticas públicas em nível local e nacional.

### Cidades e Governos Locais Unidos - CGLU
O surgimento do conceito de Cidades Criativas não poderia acontecer sem o reconhecimento da cultura como papel base no desenvolvimento sustentável.  Diante disso, em 2004, foi fundado o CGLU, Cidades e Governos Locais Unidos, “uma organização composta por representantes governamentais de todo o mundo”.
Com mais de 1.000 cidades como membros diretos, bem como 112 associações nacionais em mais de 120 Estados-Membros da ONU em todo o mundo, a CGLU é hoje o maior governo local do mundo. Representando mais da metade da população mundial, a CGLU defende o autogoverno local  democrático. 
Em maio de 2004, a UNESCO adotou a Agenda 21, que defende a inserção de um quarto pilar no desenvolvimento sustentável, a cultura. Destacando a importância das políticas culturais.

## A classe criativa
A classe criativa é composta por profissionais que vão desde designers e arquitetos até profissionais da saúde e advogados, que usam a criatividade para propor novas formas e conteúdos, projetar novos produtos, formular estratégias e buscar soluções por meio de hábitos culturais e sociais, para resolver problemas de forma sistemática e inovadora.
Isso ocorre porque os determinantes da competitividade global não são mais simplesmente traduzidos em comércio de bens e serviços ou investimentos e fluxos de capital, mas no fluxo de pessoas. Na economia criativa global, os países de sucesso são aqueles com maior habilidade de usar seus recursos e com capacidade criativa para atrair, reter e desenvolver talentos criativos.

## Especificidades no Brasil

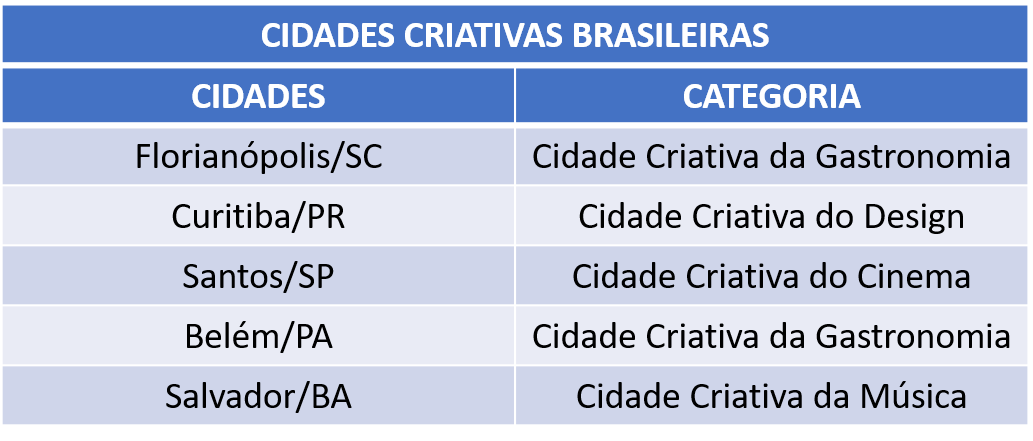
Relação das cidades criativas brasileiras e suas categorias.

No Brasil, o debate sobre economia criativa e indústrias criativas começou a ser discutido e registrado durante a XI Conferência Ministerial da United Nations Conference on Trade and Development (UNCTAD), na cidade de São Paulo em 2004 e contou com a participação de 158 países. Como produto dessa conferência, foi elaborado o Consenso de São Paulo, documento onde apresenta os benefícios dessa nova economia. 
Em 2006, devido a influência da economia criativa em todo o mercado global, o Banco Nacional de Desenvolvimento Econômico e Social (BNDES) formulou o Programa para o Desenvolvimento da Economia da Cultura (Procult) para estimular o desenvolvimento de atividades criativas, sendo elas audiovisuais, fonográficas, editoriais, do patrimônio cultural, etc.
O Ministério da Cultura (MinC) voltou a debater sobre economia criativa em 2009, no qual a “cultura e economia criativa” passou a fazer parte de um dos cinco eixos estruturantes das políticas públicas estaduais e municipais.
O governo brasileiro ao reconhecer na economia criativa uma influente estratégia de desenvolvimento, criou em 2011 a Secretaria da Economia Criativa (SEC), durante o governo de Dilma Rousseff, através do Ministério da Cultura. Na ocasião, foi lançado o “Plano da Secretaria de Economia Criativa: Políticas, Diretrizes e Ações 2011-2014”, que incentiva a formulação e implementação de políticas públicas para o desenvolvimento baseadas na inclusão social, sustentabilidade, inovação e diversidade cultural no Brasil. Para tanto, cinco ações fundamentais foram tomadas:

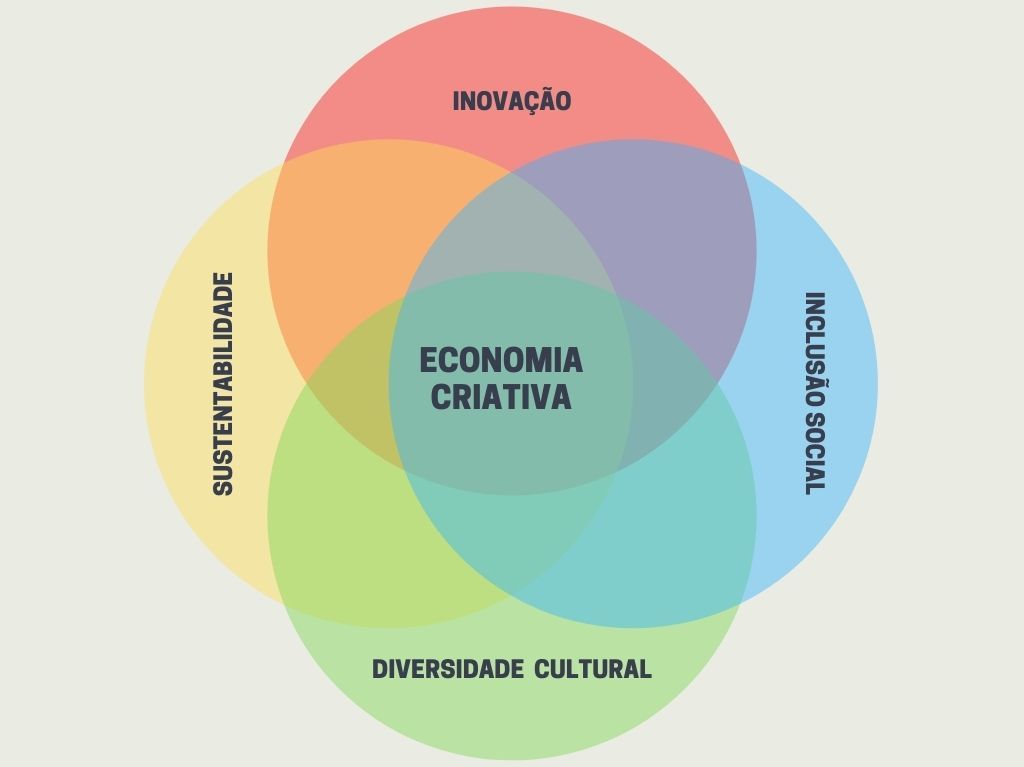
Ações básicas para o desenvolvimento da economia criativa no Brasil.

1. Levantar informações e dados da economia criativa;
2. Articular e estimular o fomento de empreendimentos criativos;
3. Promover uma educação para competências criativas;
4. Fomentar a infraestrutura de criação, produção, distribuição/circulação e consumo/fruição de bens e serviços criativos;
5. Criar/adequar de marcos legais para os setores criativos[6]